# Ocinje
Ocinje je naselje v Občini Rogašovci.